# Rawcliffe Bridge
Rawcliffe Bridge är en by i East Riding of Yorkshire distrikt i East Riding of Yorkshire grevskap i England. Byn är belägen 38,8 km 
från Beverley. Orten har 794 invånare (2015).